# Hideaki Tomiyama
Hideaki Tomiyama (n. 16 noiembrie 1957, Prefectura Ibaraki, Japonia) este un luptător ce a reprezentat Japonia, medaliat olimpic. A participat la o ediție a Jocurilor Olimpice (1984) în care a câștigat o medalie de aur.

## Participări
Lista de mai jos prezintă principalele competiții la care a participat Hideaki Tomiyama de-a lungul carierei.
- wrestling at the 1984 Summer Olympics – men's freestyle 57 kg[*]